# فیلیپ ورکوییس
فیلیپ ورکوییس (فرانسوی: Philippe Vercruysse‎؛ زادهٔ ۲۸ ژانویهٔ ۱۹۶۲) بازیکن سابق فوتبال اهل فرانسه است.
از باشگاه‌هایی که در آن بازی کرده‌است می‌توان به باشگاه فوتبال متس، باشگاه فوتبال المپیک مارسی، باشگاه فوتبال لانس، باشگاه فوتبال سیون، باشگاه فوتبال نیم المپیک، باشگاه فوتبال بوردو، باشگاه فوتبال الهلال و باشگاه فوتبال النصر عربستان سعودی اشاره کرد.
وی همچنین در تیم ملی فوتبال فرانسه بازی کرده‌است.